# Prédiction statistique des résultats de football
La prédiction statistique des résultats de football est une méthode utilisée pour les paris sportifs afin de prédire l'issue des matchs de football à l'aide d'outils statistiques. L'objectif de la prédiction statistique d'un match est de battre les prédictions des bookmakers, qui les utilisent pour définir les cotes sur les résultats des matchs de football.

## Approches
L'approche la plus utilisée en statistiques de prédiction est le classement. Les systèmes de classement pour le football attribuent un rang à chaque équipe en fonction de ses résultats de jeux passés, de sorte que le rang le plus élevé est attribué à la meilleure équipe. Le résultat du match peut être prédit en comparant les rangs des adversaires. Aujourd'hui, huit systèmes différents de classement pour le football existent : Classement mondial de la FIFA, Classement mondial de football Elo, AQB Sports Ratings, Le Roon Ba, InternationalMark, Rsoccer, Mondfoot et Chance de Gol.
Il y a trois principaux inconvénients aux systèmes de prédictions des matchs de football qui sont fondés sur les systèmes de classement :
1. les rangs assignés aux équipes ne font pas la différence entre leur force en attaque et leur force en défense.
2. les rangs sont basés sur des moyennes accumulées qui ne tiennent pas compte des modifications des compétences au sein des équipes de football.
3. l'objectif principal d'un système de classement n'est pas de prédire les résultats des matchs de football, mais de trier les équipes en fonction de leur performance moyenne.

Une autre approche connue pour la prédiction du football est celle des "systèmes de notation". Alors que les systèmes de classement se réfèrent uniquement à l'ordre des équipes, les systèmes de notation attribuent à chaque équipe un indicateur de force ré-évalué en permanence. En outre, la notation peut être attribuée non seulement à une équipe, mais aussi à ses forces d'attaque et de défense, à l'avantage du terrain ou même aux compétences de chaque équipe (selon Stern).

## Histoire
Les publications sur des modèles statistiques pour les prévisions de football ont commencé à apparaître à partir des années 1990, mais le premier modèle a été proposé plus tôt par Moroney, qui a publié sa première analyse statistique des résultats de match de football en 1956. Selon son analyse, à la fois la loi de Poisson et la loi binomiale négative fournissent un bon ajustement des résultats des matchs de football. La série de passes entre les joueurs lors des matchs de football a aussi été analysée avec succès en utilisant la distribution binomiale négative par Reep et Benjamin en 1968. Ils ont amélioré ce procédé en 1971, et dans Hill 1974 est indiqué que les résultats du jeu de football sont dans une certaine mesure prévisibles et non pas simplement une question de chance.
Le premier modèle pour prédire les résultats des matchs de football entre des équipes avec des compétences différentes a été proposé par Maher en 1982. Selon son modèle, les buts que les opposants marquent au cours du jeu sont tirés de la Loi de Poisson. Les paramètres du modèle sont définis par la différence entre les compétences d'attaque et  de défense, ajustées par le facteur de l'avantage du terrain. Les méthodes de modélisation du facteur de l'avantage du terrain ont été résumées dans un article de Caurneya et Carron en 1992. La variation temporelle des forces de l'équipe a été analysé par Knorr-Held en 1999. Il a utilisé l'estimation récursive bayésienne pour les notations des équipes de football : cette méthode s'est avérée plus réaliste que la prévision fondée sur des moyennes statistiques.

## Méthodes de prévision

### Comparaison
Toutes les méthodes de prédiction peuvent être classées selon le type de tournoi, la dépendance au temps et l'algorithme de régression utilisé. Les méthodes de prévision du football diffèrent entre championnat et tournoi à élimination directe. Les méthodes de prévision pour les tournois à élimination directe sont résumées dans un article par Diego Kuonen.
Le tableau ci-dessous résume les méthodes utilisées pour les championnats.
| #  | Code | Méthode de Prévision                  | Algorithme de régression                | Dépendance au temps              | Performance |
| -- | ---- | ------------------------------------- | --------------------------------------- | -------------------------------- | ----------- |
| 1. | TILS | Time Independent Least Squares Rating | Régression des moindres carrés linéaire | N                                | Faible      |
| 2. | TIPR | Time Independent Poisson Regression   | Maximum de vraisemblance                | N                                | Moyenne     |
| 3. | TISR | Time Independent Skellam Regression   | Maximum de vraisemblance                | N                                | Moyenne     |
| 4. | TDPR | Time Dependent Poisson Regression     | Maximum de vraisemblance                | Facteur d'amortissement du temps | Haute       |
| 5. | TDMC | Time Dependant Markov Chain           | Monte-Carlo                             | Chaîne de Markov                 | Haute       |

### Time Independent Least Squares Rating
Cette méthode attribue à chaque équipe du tournoi une notation en continu, de sorte que la meilleure équipe aura la meilleure note. La méthode est basée sur l'hypothèse que la cote attribuée à l'équipe rivale est proportionnelle à l'issue de chaque match.
Supposons que les équipes A, B, C et D jouent dans un tournoi et que les résultats des matchs sont les suivants :
| Match # | Équipe à domicile | Score | Équipe à l'extérieur | Y                         |
| ------- | ----------------- | ----- | -------------------- | ------------------------- |
| 1       | A                 | 3 - 1 | B                    | {\displaystyle y_{1}=3-1} |
| 2       | C                 | 2 - 1 | D                    | {\displaystyle y_{2}=2-1} |
| 3       | D                 | 1 - 4 | B                    | {\displaystyle y_{3}=1-4} |
| 4       | A                 | 3 - 1 | D                    | {\displaystyle y_{4}=3-1} |
| 5       | B                 | 2 - 0 | C                    | {\displaystyle y_{5}=2-0} |
Bien que les rangs {\displaystyle r_{A}}, {\displaystyle r_{B}}, {\displaystyle r_{C}} et {\displaystyle r_{D}} des équipes A, B, C et D, respectivement ne sont pas connus, on peut supposer que le résultat du match #1 est proportionnel à la différence entre les rangs des équipes A et B: {\displaystyle y_{1}=r_{A}-r_{B}+\varepsilon _{1}}. De cette façon, {\displaystyle y_{1}} correspond à la différence de score et {\displaystyle \varepsilon _{1}} est l'observation du bruit. La même hypothèse peut être faite pour tous les matchs dans le tournoi :
{\displaystyle {\begin{matrix}y_{1}=r_{A}-r_{B}+\varepsilon _{1}\\y_{2}=r_{C}-r_{D}+\varepsilon _{2}\\...\\y_{5}=r_{B}-r_{C}+\varepsilon _{5}\\\end{matrix}}}
En introduisant une matrice de sélection X, les équations ci-dessus peuvent être réécrites sous une forme compacte :
{\displaystyle \mathbf {y} =\mathbf {Xr} +\mathbf {e} }.
Les entrées de la matrice de sélection peuvent être soit 1, 0 ou -1, avec 1 correspondant à des équipes d'accueil et -1 à l'écart des équipes:
{\displaystyle {\begin{matrix}\mathbf {y} =\left[{\begin{matrix}2\\1\\-3\\2\\2\\\end{matrix}}\right],&\mathbf {X} =\left[{\begin{matrix}1&-1&0&0\\0&0&1&-1\\0&-1&0&1\\1&0&0&-1\\0&1&-1&0\\\end{matrix}}\right],&\mathbf {r} =\left[{\begin{matrix}r_{A}\\r_{B}\\r_{C}\\r_{D}\\\end{matrix}}\right],&\mathbf {e} =\left[{\begin{matrix}\varepsilon _{1}\\\varepsilon _{2}\\\varepsilon _{3}\\\varepsilon _{4}\\\varepsilon _{5}\\\end{matrix}}\right]\\\end{matrix}}}
Si la matrice {\displaystyle \mathbf {X} ^{T}\mathbf {X} } est de rang plein, la solution algébrique du système peut être trouvée via la méthode des moindres carrés :
{\displaystyle \mathbf {r} =\left(\mathbf {X} ^{T}\mathbf {X} \right)^{-1}\mathbf {X} ^{T}\mathbf {y} }
Les paramètres de la cote finale sont {\displaystyle \mathbf {r} =[1,625,\ 0,75,\ -0,875,\ -1,5]^{T}}. Dans ce cas, l'équipe la plus forte a la plus haute cote. L'avantage de cette méthode de notation par rapport aux systèmes de classement standards est que les valeurs sont ré-évaluées en permanence, ce qui permet de définir avec précision la différence entre la force des équipes.

### Time Independent Poisson Regression
Selon ce modèle (Maher), si {\displaystyle X_{i,j}} et {\displaystyle Y_{i,j}} sont les buts marqués dans le match opposant l'équipe i à l'équipe j, alors:
{\displaystyle {\begin{aligned}&X_{i,j}\sim Poisson(\lambda )\\&Y_{i,j}\sim Poisson(\mu )\\\end{aligned}}}
{\displaystyle X_{i,j}} et {\displaystyle Y_{i,j}} sont des variables aléatoires indépendantes avec des moyennes arithmétiques {\displaystyle \lambda } et {\displaystyle \mu }. Ainsi, la probabilité conjointe pour l'équipe à domicile de marquer x buts et pour l'équipe à l'extérieur de marquer y buts est un produit des deux probabilités indépendantes :
{\displaystyle P\left(X_{i,j}=x,Y_{i,j}=y\right)={\frac {\lambda ^{x}\exp(-\lambda )}{x!}}{\frac {\mu ^{y}\exp(-\mu )}{y!}}}
tandis que le modèle log-linéaire généralisé pour {\displaystyle \lambda } et {\displaystyle \mu } d'après Kuonen et Lee est défini par : {\displaystyle \log \left(\lambda \right)=c^{\lambda }+a_{i}+d_{j}+h} et {\displaystyle \log \left(\mu \right)=c^{\mu }+a_{j}+d_{i}}, où {\displaystyle a_{i},d_{i},h>0} se réfèrent à la force d'attaque, de défense et à l'avantage du terrain, respectivement. {\displaystyle c^{\lambda }} et {\displaystyle c^{\mu }} sont des facteurs de correction qui représentent le nombre moyen de buts marqués au cours de la saison par l'équipe à domicile et à l'extérieur respectivement.
En supposant que C signifie le nombre d'équipes participant à une saison et que N représente le nombre de matchs disputés jusqu'à présent, les forces d'une équipe peuvent être estimées en minimisant la fonction de log-vraisemblance négative par rapport à {\displaystyle \lambda } et {\displaystyle \mu }:
{\displaystyle {\begin{aligned}&L(a_{i},d_{i},h;\ i=1,..C)=-\log \prod \limits _{n=1}^{N}{{\frac {\lambda _{n}^{x_{n}}\exp(-\lambda _{n})}{x_{n}!}}{\frac {\mu _{n}^{y_{n}}\exp(-\mu _{n})}{y_{n}!}}}=-\sum \limits _{n=1}^{N}{\log \left({\frac {\lambda _{n}^{x_{n}}\exp(-\lambda _{n})}{x_{n}!}}{\frac {\mu _{n}^{y_{n}}\exp(-\mu _{n})}{y_{n}!}}\right)}\\&=\sum \limits _{n=1}^{N}{\lambda _{n}}+\sum \limits _{n=1}^{N}{\mu _{n}}-\left(\sum \limits _{n=1}^{N}{x_{n}\log \left(\lambda _{n}\right)}\right)-\left(\sum \limits _{n=1}^{N}{y_{n}\log \left(\mu _{n}\right)}\right)+\sum \limits _{n=1}^{N}{\log \left(x_{n}!\right)}+\sum \limits _{n=1}^{N}{\log \left(y_{n}!\right)}\\\end{aligned}}}
Étant donné que {\displaystyle x_{n}} et {\displaystyle y_{n}} sont connus, les forces d'attaque et de défense de l'équipe {\displaystyle \left(a_{i},d_{i}\right)} et l'avantage du terrain {\displaystyle \left(h\right)} qui minimisent la log-vraisemblance négative peuvent être estimés par l'Algorithme espérance-maximisation :
{\displaystyle {\underset {a_{i},d_{i},h}{\mathop {\min } }}\,L(a_{i},d_{i},h,i=1,..C)}
Des améliorations de ce modèle ont été suggérées par Mark Dixon et Stuart Coles. Ils ont inventé un facteur de corrélation pour les scores faibles  0-0, 1-0, 0-1 et 1-1, où l'hypothèse de Loi de Poisson indépendantes ne tient pas. Dimitris Karlis et Ioannis Ntzoufras ont construit un modèle Time-Independent Skellam Distribution. Contrairement au modèle de Poisson qui correspond à la distribution des scores, le modèle Skellam correspond à la différence entre les scores à domicile et à l'extérieur.

### Time Dependant Markov Chain
D'une part, les modèles statistiques nécessitent un grand nombre d'observations pour faire une estimation précise des paramètres. Et quand il n'y a pas suffisamment d'observations disponibles au cours d'une saison (comme c'est généralement le cas), travailler avec des statistiques moyennes a un sens. D'autre part, il est bien connu que les compétences des équipes changent au cours de la saison, ce qui rend les paramètres du modèle dépendant du temps. Mark Dixon et Stuart Coles ont essayé de résoudre ce problème par un compromis en attribuant un plus grand poids aux résultats du dernier match. Rue et Salvesen ont introduit une méthode de notation dépendant du temps en utilisant un modèle de chaînes de Markov.
Ils ont suggéré de modifier le modèle linéaire généralisé ci-dessus pour {\displaystyle \lambda } et {\displaystyle \mu }:
{\displaystyle {\begin{aligned}&\log \left(\lambda \right)=c^{\lambda }+a_{i}-d_{j}-\gamma \cdot \Delta _{i,j}\\&\log \left(\mu \right)=c^{\mu }+a_{j}-d_{i}+\gamma \cdot \Delta _{i,j}\\\end{aligned}}}
étant donné que {\displaystyle \Delta _{i,j}={\frac {\left(a_{i}-d_{j}\right)\left(d_{i}-a_{j}\right)}{2}}} correspond à la différence de défense entre les équipes i et j. Le paramètre {\displaystyle \gamma >0} représente alors les effets psychologiques causés par la sous-estimation de la force de l'équipe adverse.
Selon le modèle, la force d'attaque {\displaystyle \left(a\right)} de l'équipe A peut être décrite par les équations du mouvement brownien standard, {\displaystyle B_{a,A}\left(t\right)}, pour le temps {\displaystyle t_{1}>>t_{0}}:
{\displaystyle a_{A}^{t_{1}}=a_{A}^{t_{0}}+\left(B_{a,A}\left(t_{1}/\tau \right)-B_{a,A}\left(t_{0}/\tau \right)\right)\cdot {\frac {\sigma _{a,A}}{\sqrt {1-\gamma \left(1-{\gamma }/{2}\;\right)}}}}
où {\displaystyle \tau } et {\displaystyle \sigma _{a,A}^{2}} se réfèrent respectivement au taux de perte de la mémoire et à la variance de l'attaque a priori.
Ce modèle est basé sur l'hypothèse que :
{\displaystyle {a_{A}^{t_{1}}}/{a_{A}^{t_{0}}}\;\sim N\left(a_{A}^{t_{0}},\ {\frac {t_{1}-t_{0}}{\tau }}\sigma _{a,A}^{2}\right)}
En supposant que trois équipes A, B et C jouent dans le tournoi et que les matchs sont joués dans l'ordre suivant : {\displaystyle t_{0}}: A-B; {\displaystyle t_{0}}: A-C; {\displaystyle t_{1}}:  B-C, la densité de probabilité conjointe peut être exprimée comme suit :
{\displaystyle {\begin{aligned}&P(a_{i},d_{i},\gamma ,\,\tau ;\ A,B,C)=P\left(\lambda _{A},t_{0}\right)\cdot P\left(\lambda _{B},t_{0}\right)\cdot P\left(\lambda _{C},t_{0}\right)\\&\times P\left(X_{A,B}=x,Y_{A,B}=y|\lambda _{A},\mu _{B},t_{0}\right)\cdot P\left(X_{A,C}=x,Y_{A,C}=y|\lambda _{A},\mu _{C},t_{0}\right)\\&\times P\left(\lambda _{A},t_{1}|\lambda _{A},t_{0}\right)\cdot P\left(\mu _{C},t_{1}|\mu _{C},t_{0}\right)\\\end{aligned}}}
Puisque l'estimation analytique des paramètres est difficile dans ce cas, la méthode de Monte-Carlo est appliquée pour estimer les paramètres du modèle.